# Testavoira
La Testavoira (occità) o Testavoyre (francès) és el cim més alt del massís del Meygal, a la regió geogràfica francesa del Velay. Culmina a 1.436 msnm.